# Kljuna
Kljuna (cyr. Кљуна) – wieś w Bośni i Hercegowinie, w Republice Serbskiej, w gminie Nevesinje. W 2013 roku liczyła 56 mieszkańców.